# Latonia nigriventer
Latonia nigriventer Busack, 1986 è un anfibio anuro appartenente alla famiglia degli Alitidi, unica specie vivente del suo genere.

## Distribuzione e habitat
Questa specie è endemica di Israele e vive solo nelle paludi del lago Hula.

## Tassonomia
Questa rana è stata originariamente proposta come membro del genere Discoglossus, ma un'ulteriore valutazione genetica e morfologica dopo la riscoperta della specie ha portato a una riassegnazione al genere Latonia, del quale non sono noti altre specie viventi.